# Heterosmylus zhamanus
Heterosmylus zhamanus är en insektsart som beskrevs av C.-k. Yang 1987. Heterosmylus zhamanus ingår i släktet Heterosmylus och familjen vattenrovsländor. Inga underarter finns listade i Catalogue of Life.